# Paweł Januszewski
Paweł Januszewski (Pyrzyce, 2 de janeiro de 1972) é um ex-atleta polaco, especialista em 400 metros com barreiras.

## Carreira
Começou a sua carreira internacional nos Campeonatos Mundiais de 1995, em Gotemburgo, onde porém não passou da primeira eliminatória. No ano seguinte, não faria melhor nos Jogos Olímpicos de Atlanta, sendo terceiro na sua série eliminatória com o tempo de 49.63 s.
Em 1997 sofreu um grave acidente de automóvel, que lhe comprometeu uma parte da temporada. Regressou em 1998 para a sua melhor prestação, quando venceu a final de 400 m barreiras nos Campeonatos Europeus de Budapeste, fazendo a sua melhor marca de sempre (48.17 s). Em 1999, sagrava-se campeão universitário e era quinto na final dos Campeonatos Mundiais de Sevilha.
No ano 2000 consegue também atingir a final nos Jogos Olímpicos de Sydney, classificando-se na sexta posição com a marca de 48.44 s. O mesmo resultado seria alcançado na final dos Campeonatos Mundiais de 2001 disputados em Edmonton, Canadá.